# Lista de presidentes da Maurícia
Esta é a lista de presidentes da Maurícia desde a proclamação da república em 1992. Ao todo sete pessoas serviram como presidentes de Maurícia desde que o país deixou de ser membro da Comunidade Britânica, e ter a rainha Isabel II do Reino Unido como chefe de Estado. 

## Presidentes da Maurícia (1992-presente)
| № | Retrato | Nome                                            | Mandato                 | Mandato                 | Partido      | Eleição   |
| - | ------- | ----------------------------------------------- | ----------------------- | ----------------------- | ------------ | --------- |
| 1 |         | Veerasamy Ringadoo (1920-2000)                  | 12 de março de 1992     | 30 de junho de 1992     | PTR          | 1992      |
| 2 |         | Cassam Uteem (n.1941)                           | 30 de junho de 1992     | 15 de fevereiro de 2002 | MMM          | 1992 1997 |
| — |         | Angidi Chettiar (em exercício) (1928-2010)      | 15 de fevereiro de 2002 | 18 de fevereiro de 2002 | RTR          | —         |
| — |         | Ariranga Pillay (em exercício) (n.1945)         | 18 de fevereiro de 2002 | 25 de fevereiro de 2002 | Independente | —         |
| 3 |         | Karl Offmann (n.1940)                           | 25 de fevereiro de 2002 | 1 de outubro de 2003    | MSM          | 2002      |
| — |         | Raouf Bundhun (em exercício) (n.1937)           | 1 de outubro de 2003    | 7 de outubro de 2003    | MMM          | —         |
| 4 |         | Anerood Jugnauth (1930-2021)                    | 7 de outubro de 2003    | 31 de março de 2012     | MSM          | 2003 2008 |
| — |         | Monique Ohsan Bellepeau (em exercício) (n.1942) | 31 de março de 2012     | 21 de julho de 2012     | PTR          | —         |
| 5 |         | Kailash Purryag (n.1947)                        | 21 de julho de 2012     | 29 de maio de 2015      | PTR          | 2012      |
| — |         | Monique Ohsan Bellepeau (em exercício) (n.1942) | 29 de maio de 2015      | 5 de junho de 2015      | PTR          | —         |
| 6 |         | Ameenah Gurib (n.1959)                          | 5 de junho de 2015      | 23 de março de 2018     | Independente | 2015      |
| — |         | Barlen Vyapoory (em exercício) (n.1945)         | 23 de março de 2018     | 26 de novembro de 2019  | MSM          | —         |
| — |         | Eddy Balancy (em exercício) (n.1945/46)         | 26 de novembro de 2019  | 2 de dezembro de 2019   | Independente | —         |
| 7 |         | Prithvirajsing Roopun (n.1959)                  | 2 de dezembro de 2019   | 6 de dezembro de 2024   | MSM          | 2019      |
| 8 |         | Dharam Gokhool (n. 1949)                        | 6 de dezembro de 2024   | presente                | PTR          | 2024      |